# Deus Ex Machina (videojuego)
Deus Ex Machina es un videojuego diseñado y creado por Mel Croucher y distribuido por Automata UK para ZX Spectrum en octubre de 1984, y luego fue porteado a MSX y Commodore 64.
El juego fue el primero en ser acompañado por una banda sonora completamente sincronizada que contaba con una narración, celebridades y música. El elenco incluía a Ian Dury, Jon Pertwee, Donna Bailey, Frankie Howerd, E.P. Thompson y a Croucher (quien también compuso la música). Andrew Stagg programó la versión original de Spectrum, y Colin Jones (conocido más adelante como el autor/distribuidor Colin Bradshaw-Jones) fue el programador de la versión de Commodore 64.
El juego narra la vida de un «defecto» que se formó en «la máquina», desde su concepción, a lo largo de su crecimiento, evolución y, finalmente, su muerte. El progreso está basado vagamente en «Las siete edades del hombre» de la obra de Shakespeare, Como gustéis, e incluye muchas citas y parodias de la misma. El juego original sería relanzado más adelante junto con una secuela/remake en 2015.

## Jugabilidad
Los jugadores toman el control de una máquina defectuosa que ha tomado la forma de un cuerpo humano. Los jugadores experimentarían las diferentes etapas de la vida, desde una célula hasta una persona mayor y senil. Es considerado un entretenimiento audiovisual, aunque el juego en sí no tenga sonidos. Los sonidos vienen por separado en un casete de audio que debe reproducirse junto al juego. La longitud del casete es de 46 minutos, la cual también es la longitud del juego. A pesar de que el juego pueda ser jugado sin el casete de audio, resultará más fácil de entender con la ayuda de la banda sonora. Esta incluye canciones, composiciones musicales y también voces de actores famosos. Como el juego viene con una transcripción completa de los diálogos, a veces podía jugarse sin audio.

## Recepción
Más allá de la aclamación de la crítica en aquel entonces, el juego no cumplía con las convenciones de empaquetado y precios requeridas por los distribuidores y tiendas, por lo que el juego fue vendido directamente al público únicamente por correo. Posteriormente, obtuvo un estatus de culto como juego artístico.

## Legado
Croucher retrospectivamente vio al juego como una decepción, diciendo que «debí haber vendido el juego a un precio razonable. Pero quise ponerle un póster precioso en un paquete lindo con una funda doble de vinilo» y que, como resultado, el precio de £15 comparado con el precio más común de £8 significó que las ventas fueron bajas, y el juego solo alcanzó el punto de equilibrio.
En 2010, el juego fue incluido como uno de los títulos en el libro «1001 videojuegos a los que hay que jugar antes de morir». En 2014, Croucher lanzó un libro acerca de la historia del juego (y la suya), y la creación de un nuevo juego, titulado Deus Ex Machina - el mejor juego que nunca has jugado en tu vida.

### Reediciones y secuelas
Una reimaginación del juego entró en producción en 2010 bajo el título Deus Ex Machina 2, nuevamente diseñada y creada por Croucher. El nuevo elenco está protagonizado por Sir Christopher Lee como El programador, con Chyna Whyne como La máquina, Chris Madin como El defecto, Joaquim de Almeida como el Policía, y las grabaciones originales de Ian Dury. Finalmente, fue lanzado el 11 de marzo de 2015. Fue la última actuación de Christopher Lee en ser lanzada durante su vida al lanzarse 4 meses antes de su muerte. Junto a la secuela, una versión remasterizada del juego titulada Deus Ex Machina, Game of the Year, 30th Anniversary Collector's Edition fue lanzada para Android, iOS, Ouya, Microsoft Windows, Linux y Mac OS X. Una segunda versión remasterizada, Deus Ex Machina - The Final Cut, fue lanzada en 2016 para Microsoft Windows, Linux y Mac OS X.